# Rasclet de Böhm
El rasclet de Böhm o rasclet de Boehm (Sarothrura boehmi) és una espècie d'ocell de la família dels sarotrúrids (Sarothruridae).

## Hàbitat i distribució
Habita praderies empantanegades del sud de Mali, Nigèria, Camerun, el Gabon, República Democràtica del Congo, Ruanda, Burundi, Uganda, Kenya, Tanzània, Angola, Zàmbia, Malawi i Zimbàbue.